# 绿尾翠蜂鸟
绿尾翠蜂鸟（学名：Chlorostilbon alice），是雨燕目蜂鸟科的一种鸟类。
绿尾翠蜂鸟体重约3.5克，翼长约40.4毫米，嘴峰长约15.2毫米，喙宽度约1.4毫米，喙厚度约1.2毫米，跗蹠长约3.9毫米，尾长约21.8毫米。绿尾翠蜂鸟是部分迁徙的鸟类，其栖息在半开放的高大树木组成的森林中，食性为草食性，主要食物来源是植物的花蜜。
绿尾翠蜂鸟分布于委内瑞拉北部山区。该物种是单型物种，没有亚种分化。